# Erica Fischer
Erica Fischer (St Albans, 1º gennaio 1943) è una scrittrice austriaca.
È autrice del romanzo Aimée & Jaguar sulla relazione tra Felice Schragenheim e Lilly Wust, da cui è stato tratto l'omonimo film.